# Artikel 261bis StGB
Artikel 261bis des schweizerischen Strafgesetzbuches und der gleichlautende Artikel 171c des Militärstrafgesetzes verbieten die Diskriminierung von Menschen und den Aufruf zu Hass, namentlich gegen eine Person oder eine Gruppe von Personen wegen ihrer Rasse, Ethnie, Religion oder sexuellen Orientierung.
Die Bestimmung wurde 1994 in das Strafgesetzbuch eingefügt, um öffentliche Rassendiskriminierung und Volksverhetzung unter Strafe zu stellen. Daher wurde sie als Rassismus-Strafnorm, Antirassismusgesetz oder Rassismusartikel bezeichnet. Im Februar 2020 wurde die Bestimmung um die Kategorie der sexuellen Orientierung erweitert. Beide Male stimmten die Schweizer Stimmberechtigten der neuen Strafnorm in einer von rechtskonservativen Gruppen verlangten Referendumsabstimmung zu: 1994 mit rund 55 % und 2020 mit rund 63 % Ja-Stimmen.
Die Vorschrift schützt als Rechtsgut die Menschenwürde der Einzelnen und mittelbar den öffentlichen Frieden aller. Nicht nach dieser Bestimmung verboten ist namentlich die Diskriminierung von Menschen wegen ihrer Geschlechtsidentität (etwa von Transmenschen) oder wegen ihrer Eigenschaft als Ausländer oder Asylbewerber.

## Wortlaut
Die Bestimmung lautet in der seit 1. Juli 2020 geltenden Fassung wie folgt:
Diskriminierung und Aufruf zu Hass
Art. 261bis
Wer öffentlich gegen eine Person oder eine Gruppe von Personen wegen ihrer Rasse, Ethnie, Religion oder sexuellen Orientierung zu Hass oder zu Diskriminierung aufruft,
wer öffentlich Ideologien verbreitet, die auf die systematische Herabsetzung oder Verleumdung dieser Personen oder Personengruppen gerichtet sind,
wer mit dem gleichen Ziel Propagandaaktionen organisiert, fördert oder daran teilnimmt,
wer öffentlich durch Wort, Schrift, Bild, Gebärden, Tätlichkeiten oder in anderer Weise eine Person oder eine Gruppe von Personen wegen ihrer Rasse, Ethnie, Religion oder sexuellen Orientierung in einer gegen die Menschenwürde verstossenden Weise herabsetzt oder diskriminiert oder aus einem dieser Gründe Völkermord oder andere Verbrechen gegen die Menschlichkeit leugnet, gröblich verharmlost oder zu rechtfertigen sucht,
wer eine von ihm angebotene Leistung, die für die Allgemeinheit bestimmt ist, einer Person oder einer Gruppe von Personen wegen ihrer Rasse, Ethnie, Religion oder sexuellen Orientierung verweigert,
wird mit Freiheitsstrafe bis zu drei Jahren oder Geldstrafe bestraft.

## Strafbarkeitsvoraussetzungen

### Aufruf zu Hass und Diskriminierung (Abs. 1)
Hass meint in Art. 261bis StGB das Schüren von Emotionen, um gegenüber den Betroffenen Hassgefühle zu entwickeln oder diesen freien Lauf zu lassen. Diskriminierung umschreibt Aufrufe zu Verhalten, die Andere in ihrer Menschenwürde beeinträchtigen.
Um nach dieser Vorschrift strafbar zu sein, müssen sich Hass und Diskriminierung auf die Rasse, Ethnie, Religion oder sexuelle Orientierung von Personen beziehen. Angriffe auf Personen wegen anderer Eigenschaften, wie etwa auf Ausländer oder Asylbewerber sind nicht von der Strafnorm erfasst. Schimpfworte wie «Sauausländer» und «Dreckasylant» sind daher nicht nach dieser Vorschrift strafbar.
Als Rasse im Sinne der Strafnorm gelten erbliche Merkmale, die (auch fälschlicherweise) einer bestimmten Gruppe von Menschen zugeschrieben werden; als Ethnie die Gesamtheit soziokultureller Merkmale, die eine Gruppe von Menschen – ebenso fälschlicherweise – zu einer unterscheidbaren Gemeinschaft machen. Als Religion gelten alle Überzeugungen mit Bezug zum Transzendentalen, auch der Atheismus; kleine Gruppen oder Sekten aber nur, wenn sie eine gewisse Dauerhaftigkeit aufweisen. Nicht als Religion gelten Gruppen, die den Glauben nur zur Verfolgung wirtschaftlicher Interessen vorschieben (so etwa im Urteil des St. Galler Kantonsgerichts Scientology) oder destruktive, abhängig machende Kulte.
Öffentlich, und damit strafbar, sind alle Handlungen, die nicht im privaten Rahmen erfolgen, also nicht im Familien- und Freundeskreis oder in einem ähnlich durch persönliches Vertrauen geprägten Umfeld. Je grösser der Kreis der Anwesenden ist, desto enger muss die persönliche Beziehung unter ihnen sein, damit die Handlung noch als privat gilt; ein Gespräch unter vier Augen ist immer privat. Eine (auch geschlossene) Veranstaltung unter Gesinnungsgenossen (z. B. Neonazis), die sich nicht auch persönlich verbunden sind, gilt dagegen als öffentlich.

### Verbreiten von diskriminierenden Inhalten (Abs. 2)
Als Ideologie, deren Verbreitung strafbar sein kann, gelten nicht nur ganze weltanschauliche Systeme (z. B. der Nationalsozialismus), sondern jedes Gedankengut.
Das Tatbestandsmerkmal des «Verbreitens» setzt Handlungen voraus, die die Ausdehnung des fraglichen Gedankengutes im Sinne eines Werbens dafür fördern. Ein blosses Bekenntnis oder eine Zustimmung zu den verpönten Ideen genügt nicht. Das Zeigen des Hitlergrusses unter Gleichgesinnten beispielsweise ist nicht strafbar.
Mit «Herabsetzung» ist dasselbe gemeint wie mit «Diskriminierung» im ersten Absatz, und der Begriff der Öffentlichkeit ist auch derselbe.

### Propagandaaktionen (Abs. 3)
Auch die Tatbestandsvariante der Vorbereitung und Teilnahme an Propagandaaktionen setzt eine aktive Unterstützung der Propagandahandlungen voraus. Die Anwesenheit als Zuhörer oder der blosse Besitz von Propagandamaterial genügt zur Strafbarkeit nicht. Die strafbaren Handlungen müssen aber nicht öffentlich erfolgen.

### Öffentliche Herabsetzung oder Diskriminierung (Abs. 4 am Anfang)
Bei öffentlichen herabsetzenden oder diskriminierenden Handlungen ist es für die Strafbarkeit ausschlaggebend, welcher Sinn die Handlungen unter den Umständen, unter denen sie abgegeben wurden, haben. Eine Gewalttätigkeit oder Körperverletzung kann (auch) Art. 261bis StGB verletzen, wenn sie für unbeteiligte Dritte als rassendiskriminierender Akt erscheint. Nicht strafbar ist sachliche Kritik an der Einstellung oder am Verhalten von ethnischen oder religiösen Gruppen, selbst verbunden mit Werturteilen wie «verbrecherisch».

### Bestreiten oder Verharmlosen von Verbrechen gegen die Menschlichkeit (Abs. 4 am Ende)
Hauptanwendungsfall des öffentlichen Bestreitens oder Verharmlosens von – historisch belegten – Verbrechen gegen die Menschlichkeit ist die Holocaustleugnung. Nach der bundesgerichtlichen Rechtsprechung, dagegen nicht nach der des Europäischen Gerichtshofs für Menschenrechte (siehe unten), ist auch die Leugnung des Völkermords an den Armeniern strafbar. Der Täter muss in der Absicht handeln, Menschen wegen von Art. 261bis StGB geschützten Eigenschaften zu diskriminieren. Straflos bleibt daher, wer aus Unwissen über die historischen Tatsachen handelt, aber auch, wer nur aus Gewinnstreben handelt (z. B. durch Verkauf von Propagandamaterial).

### Tätige Diskriminierung (Abs. 5)
Der Tatbestand der Verweigerung von Leistungen, die für die Allgemeinheit bestimmt sind, will den gesellschaftlichen Grundkonsens durchsetzen, wonach öffentliche Segregation und Apartheid verboten sind. Die Vorschrift gilt für Leistungen, die grundsätzlich allen offenstehen, wie die Benutzung von Theatern, Kinos, Hotels und Restaurants, aber auch für Leistungen, die normalerweise nicht allen Menschen unterschiedslos angeboten werden, wie Stellenausschreibungen, Wohnungsangebote und Heiratsannoncen. Richtet sich das Angebot der Leistung von vornherein nur an eine bestimmte Gruppe (z. B. nur an Schweizer), dann ist dies strafbar, wenn diese Einschränkung sachlich unbegründet ist und der Umgehung des Diskriminierungsverbots dient.

## Geschichte

### Erlass der Rassismus-Strafnorm 1995
Um den Beitritt der Schweiz zum Internationalen Übereinkommen zur Beseitigung jeder Form von Rassendiskriminierung von 1965 zu ermöglichen, wurde das Strafgesetzbuch 1995 um Art. 261bis ergänzt.
Die Strafnorm ist vor allem im rechtskonservativen politischen Lager umstritten, wo sie wegen ihrer offenen Formulierung als zu einschneidende Beschränkung der Meinungsäusserungsfreiheit gilt. Die Befürworter der Bestimmung machen dagegen geltend, die Meinungsäusserungsfreiheit werde zwar eingeschränkt, müsse aber hinter den Schutz der Betroffenen vor Rassendiskriminierung zurücktreten.
Gegen den Artikel formierten sich mehrere Gruppierungen:
- «Aktion für freie Meinungsäusserung – gegen UNO-Bevormundung» (AfM): gegründet von Publizist Emil Rahm (SVP), vom antisemitischen Schriftsteller Walter Fischbacher, vom Holocaustleugner Ernst Indlekofer, vom Historiker Wolfgang von Wartburg und von Reto Kind (Identität Schweiz). Fischbacher übernahm das Präsidium, Indlekofer das Vizepräsidium, während Emil Rahm als Sekretär und Pressesprecher fungierte. Nachdem in den Medien die extremen politischen Positionen der Mitgründer Fischbacher und Indlekofer bekannt wurden, zogen sie sich auf Anraten Rahms aus der Gruppe zurück.[17][18]
- «Komitee für eine liberale Gesetzgebung»: gegründet von Gregor Rutz, Philipp Rhomberg und Dieter Nigg
- «Komitee für Freiheit im Denken und Reden»: gegründet vom «Abendland»-Redaktor Herbert Meier

Die Schweizer Demokraten reichten mit Unterstützung von AfM, vom «Komitee für eine liberale Gesetzgebung», vom «Komitee für Freiheit im Denken und Reden» und der Ligue vaudoise ein Referendum gegen die Gesetzgebung ein.
Bei der Volksabstimmung vom 25. September 1994 wurde das Gesetz schliesslich mit einem Stimmenanteil von 54,6 Prozent Ja-Stimmen angenommen.
Nach dem Referendum reichte Emil Rahm 1997, 1999 und 2000 Petitionen zur Änderung des neuen Gesetzes ein.
Die öffentliche Debatte um Art. 261bis StGB flammte im Oktober 2006 erneut auf, nachdem der damalige Schweizer Justizminister Christoph Blocher bei einem Besuch in Ankara die schweizerische Antirassismus-Strafnorm vor den Medien kritisiert und die Strafverfolgung von Yusuf Halaçoğlu und Doğu Perinçek, zwei wegen Leugnung des Völkermords an den Armeniern in der Schweiz angeklagte Türken, bedauert hatte und gleichzeitig mitteilte, eine Änderung der Strafbestimmung werde vom Eidgenössischen Justizdepartement geprüft. Blochers Aussagen vor der türkischen Presse stiessen in der Schweiz auf heftige Kritik und wurden von allen Regierungsparteien mit Ausnahme der Schweizerischen Volkspartei (Blochers eigener Partei) gerügt. Der Gesamtbundesrat hielt in einer Erklärung fest, dass eine Streichung der Antirassismusstrafnorm nicht in Frage komme.
Am 7. August 2007 lancierten die Schweizer Demokraten die Eidgenössische Volksinitiative «Für freie Meinungsäusserung – weg mit dem Maulkorb!», durch welche die Rassismus-Strafnorm ersatzlos aus dem Strafgesetzbuch gestrichen werden sollte. Die Initiative kam jedoch nicht zu Stande, da die benötigten 100'000 Unterschriften innerhalb der Frist bis am 7. Februar 2009 nicht erreicht wurden.

### Erweiterung um das Verbot der Diskriminierung aufgrund der sexuellen Orientierung 2020

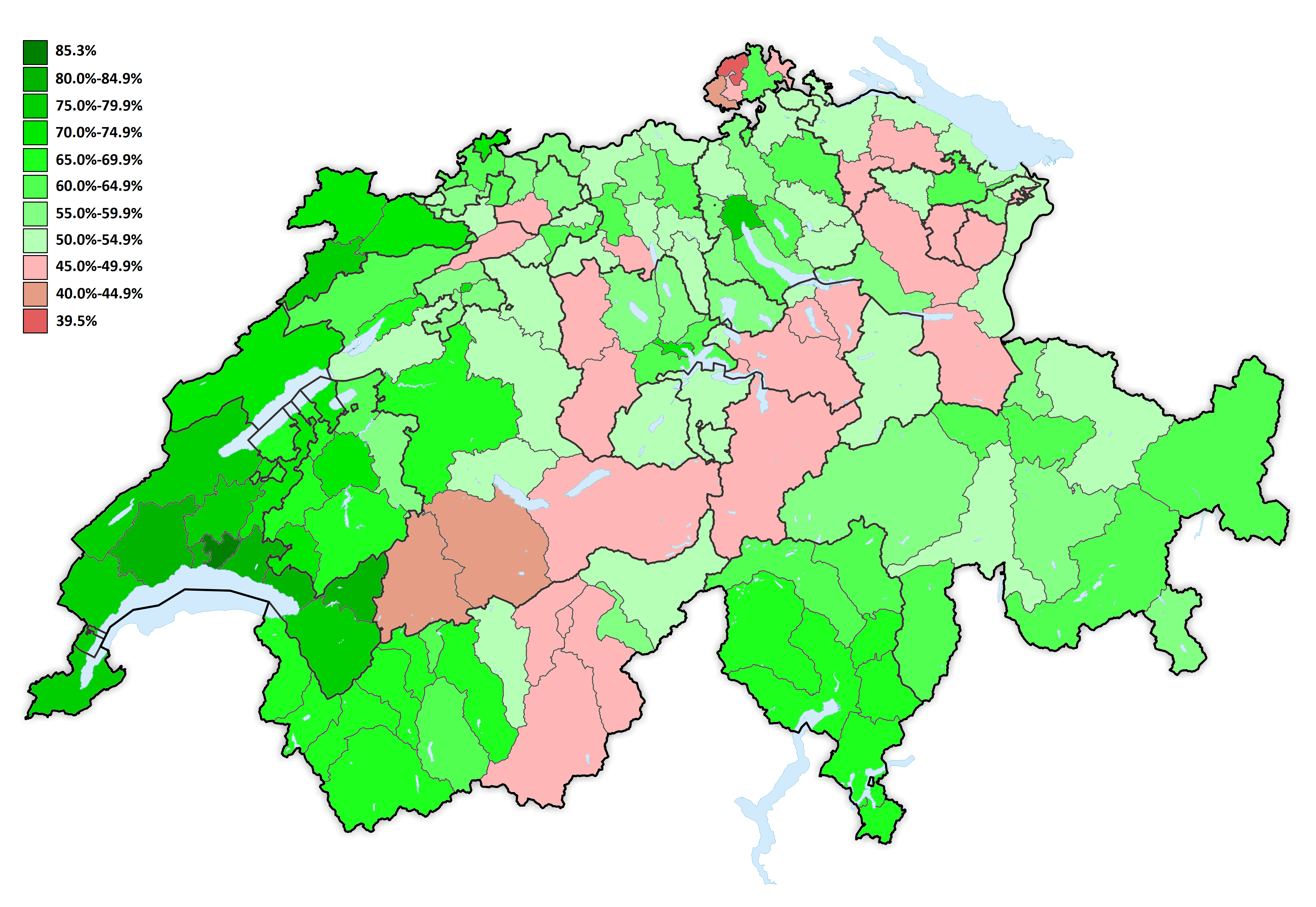
Ergebnis der Volksabstimmung vom 9. Februar 2020 pro Bezirk

Am 14. Dezember 2018 beschloss das Parlament, die Rassismus-Strafnorm-Artikel 261bis StGB und 171c des Militärstrafgesetzes um den Diskriminierungsgrund der sexuellen Orientierung zu ergänzen. Zukünftig sollte bestraft werden können, wer Personen oder Gruppen aufgrund ihrer sexuellen Orientierung diskriminiert oder ihnen deswegen eine Leistung verweigert.
Gegen diese Änderung ergriffen rechtskonservative und evangelikale Gruppen das Referendum, weil sie das Gesetz als einschneidende Einschränkung der Meinungsfreiheit und als Zensurgesetz empfanden. Die Gegner des Gesetzes argumentierten, dass es bereits genügend Gesetze zum Schutz vor Ehrverletzung, Beschimpfung und übler Nachrede gebe. Die Befürworter hielten dem entgegen, dass diese Gesetze nur für Einzelne gelten und nicht für eine Gruppe als Ganzes (z. B. «die Homosexuellen»).
In der eidgenössischen Volksabstimmung vom 9. Februar 2020 stimmten 63,1 % aller Stimmenden der Erweiterung der Strafnorm zu, dies bei einer Stimmbeteiligung von 41,7 %. Die neue Fassung der Strafnorm trat am 1. Juli 2020 in Kraft.

## Anwendung

### Holocaust-Leugner
Bis anhin (2006) wurden vor allem Holocaust-Leugner und Neonazis nach dieser Bestimmung verurteilt. Das Bundesgericht hat in seinen Leitentscheiden zu Art. 261bis u. a. entschieden, dass auch geschlossene Veranstaltungen mit geladenen Gästen (in casu: Skinheads) als «öffentlich» im Sinne der Bestimmung gelten.

### Leugnung des Völkermords an den Armeniern
Im Jahr 2005 sorgten die aufgrund des Antirassismusgesetzes in Lausanne eingeleiteten Strafverfahren gegen den türkischen Historiker Yusuf Halaçoğlu (Leiter der Türkischen Historischen Gesellschaft) und den türkischen Politiker Doğu Perinçek für diplomatische Verstimmungen zwischen der Schweiz und der Türkei. Die beiden Angeklagten hatten an mehreren Veranstaltungen in der Schweiz den Völkermord an den Armeniern geleugnet.
Perinçek wurde am 9. März 2007 vom Polizeigericht des Bezirks Lausanne zu 90 Tagessätzen Geldstrafe zu je 100 Franken auf Bewährung und einer Busse von 3000 Franken verurteilt. Zudem musste er der Gesellschaft Schweiz-Armenien (GSA) eine symbolische Genugtuung von 1000 Franken zahlen und die Verfahrenskosten übernehmen. Das Urteil wurde vom Strafkassationshof des Kantons Waadt im Juni 2007, sowie letztinstanzlich vom Schweizer Bundesgericht im Dezember desselben Jahres bestätigt.
Mit Urteil vom 17. Dezember 2013 i.S. Perinçek v. Switzerland (Fall 27510/08) entschied der Europäische Gerichtshof für Menschenrechte (EGMR), dass die Verurteilung von Perinçek die von Art. 10 der Europäischen Menschenrechtskonvention garantierte Meinungsäusserungsfreiheit verletzte. Der EGMR hielt fest, dass das Recht, kontroverse und sensitive Fragen offen zu diskutieren, in toleranten und pluralistischen Gesellschaften von grundlegender Bedeutung sei. Die Grosse Kammer des EGMR bestätigte diesen Entscheid im Oktober 2015.

### Andere Äusserungen
2009 bestätigte das Bundesgericht eine Verurteilung wegen Rassendiskriminierung zum Nachteil der ethnischen Gruppe der «Deutschschweizer». Der Verurteilte hatte Äusserungen der Art «Deutschschweizer werden nicht mit Fremdenhass und Übermenschlichkeit geboren, sie werden in den schweizerischen Fremdenhass-nationalistischen Schulen dazu erzogen … die Schweiz ist ein krebsartiger Klumpen auf der Erdoberfläche und muss entfernt werden, koste es, was es wolle» auf einer Website publiziert. Dieses Urteil zeigt, dass eine Rassendiskriminierung nicht nur Minderheiten, sondern auch die Bevölkerungsmehrheit betreffen kann.
Die Strafnorm wird verschiedentlich auch durch private Interessengruppen angerufen, um als rassendiskriminierend empfundene politische Äusserungen strafrechtlich beurteilen zu lassen. So musste etwa Jürg Scherrer, ehemaliger Berner Grossrat der Auto-Partei und früherer Polizeidirektor von Biel, wegen seiner abschätzigen Äusserungen über Schwarzafrikaner bereits mehrfach vor Gericht erscheinen. Das Bundesgericht bestätigte im April 2017 die Verurteilung des SVP-Generalsekretärs Martin Baltisser und seiner Stellvertreterin Silvia Bär wegen eines Plakates zur Masseneinwanderungsinitiative, auf dem «Kosovaren schlitzen Schweizer auf» zu lesen war. 2022 bestätigte das Bundesgericht auch die Verurteilung der Co-Präsidenten der Jungen SVP Bern, Nils Fiechter und Adrian Spahr, wegen eines Plakats mit dem Text «Wir sagen Nein zu Transitplätzen für ausländische Zigeuner», auf dem sich ein Schweizer vor einem Abfallhaufen die Nase zuhält, während eine dunkelhäutige Person im Freien ihre Notdurft verrichtet.

### Diskriminierung wegen der sexuellen Orientierung
Im April 2022 wurde der rechtsextreme Autor Alain Soral als Erster wegen des Verbots der Diskriminierung wegen der sexuellen Orientierung verurteilt. In einem Internetvideo beschimpfte er eine Frau als «fette Lesbe», und äusserte sich diffamierend über Homosexuelle. Dafür verurteilte ihn die Staatsanwaltschaft des Kantons Waadt per Strafbefehl zu einer unbedingten Freiheitsstrafe von drei Monaten und einer Geldstrafe von 1550 Franken. Das Bundesgericht bestätigte diese Verurteilung im Umfang von 40 Tagen letztinstanzlich.
Im August 2022 verurteilte ein Zürcher Gericht einen selbsternannten Bussprediger, der an der Zürcher Bahnhofstrasse unter Berufung auf die Bibel lauthals gegen Homosexuelle gepredigt hatte, zu einer bedingten Geldstrafe.
Im März 2023 verurteilte die Tessiner Staatsanwaltschaft  Manfred Hauke, Professor der katholischen Theologie an der Universität Lugano, zu einer bedingten Geldstrafe. Als Herausgeber der traditionalistischen Zeitschrift «Theologisches» hatte er einen Aufsatz eines polnischen Priesters veröffentlicht, in dem Homosexuelle als «Plage», «Parasiten» und «Krebsgeschwür» bezeichnet wurden. Das Strafgericht Bellinzona sprach Hauke auf seine Einsprache hin frei.